# Rap chiến
Rap chiến (tiếng Anh: battle rap hay rap battling) là một dạng đọc rap sử dụng những ca từ mang tính phóng đại, thể hiện cái tôi hoặc đâm chọc, xúc phạm người khác. Phổ biến nhất, rap chiến có thể thấy trong những màn đấu khẩu bằng rap, trong đó, hai hay nhiều người thi với nhau theo lượt xem ai có khả năng rap ngẫu hứng và sáng tạo hơn. Rap chiến cũng xuất hiện trong các bài hát, album của một rapper.
Trong thi đấu, rap chiến lại chia thành 2 loại: On Beat và No Beat
- Đối với No Beat: Người chơi sẽ thi đấu không có nhạc, được phép chuẩn bị trước phần lời hoặc ngẫu hứng, giám khảo chấm điểm theo độ sát thương của lời cùng với cách thể hiện ngôn ngữ cơ thể. Tại Việt Nam, giải đấu theo thể thức No Beat nổi tiếng nhất là "Dissneeland" được tổ chức tại Hà Nội , trưởng ban tổ chức là rapper MC ILL, chính là người đã mang thể loại thi đấu rap này về đến Việt Nam.
- Đối với On Beat (còn gọi là Freestyle): Người chơi thường thể hiện ngẫu hứng hoàn toàn theo nhịp của nhạc, dù không thật sự có quy định có được chuẩn bị trước lời hay không. Giám khảo chấm điểm theo độ sát thương và độ bám nhạc của lời. Tại Việt Nam, miền Nam là khu vực tổ chức nhiều giải đấu Freestyle lớn nhất.
- Ngoài ra, khái niệm "cypher" trong thi đấu rap được dùng để chỉ một trận rap chiến có bao gồm nhiều người chơi nhạc hiphop khác nhau như rapper hay beatboxer đứng thành vòng tròn.

Rap chiến cũng có thể xuất hiện dưới dạng một sản phẩm âm nhạc hoàn chỉnh của một rapper.
Không nên hợp nhất khái niệm "battle" và "beef" bởi "battle" thường mang tính chất so trình độ, khái niệm này được dùng nhiều trong cuộc thi, còn "beef" mang tính chất căng thẳng của những mâu thuẫn thật sự ở ngoài đời và khái niệm này không bao giờ dùng trong cuộc thi.